# Sterkenburg
Sterkenburg is een buurtschap en een voormalige gemeente in de Nederlandse provincie Utrecht te Driebergen-Rijsenburg, nu deel van de gemeente Utrechtse Heuvelrug.
Het middeleeuwse gerecht Sterkenburg onderging na 1795 een serie wijzigingen tot het op 1 januari 1812 bij de gemeente Langbroek werd gevoegd. Op 1 januari 1818 werd de nieuwe gemeente Sterkenburg gevormd, bestaande uit de voormalige gerechten Sterkenburg en Hardenbroek. De gemeente werd op 8 september 1857 bij Driebergen gevoegd.

## Ridderhofstad Sterkenburg
De oudste vermelding van Sterkenburg dateert uit 1261, toen bepaald werd dat graaf Otto II van Gelre van de Utrechtse bisschop Hendrik van Vianden het “castrum Langebruch” (ofwel burcht in het Langbroek) zou krijgen. Het kasteel Sterkenburg zou gedurende vele eeuwen een leen van Gelre blijven, de landerijen waren leenroerig aan de bisschop.

### Heren van Wulven
De eerste heren van Sterkenburg stamden uit het roemruchte huis der heren van Wulven, een machtige Stichtse familie waar vele ridderhofsteden uit de omgeving hun oorsprong aan danken, zoals Hindersteyn, Nederhorst, Wulverhorst, Amelisweerd en Heemstede.
Het geslacht Van Sterkenburg stierf in de vijftiende eeuw uit met Catharina van Sterkenburg, die bij haar huwelijk in 1456 met Wouter van Isendoorn van haar vader Gijsbrecht “dat huys ende herlicheyt tot Sterckenborgh met sijner hofstat” ontving. Hun achterkleindochter Mechteld van Isendoorn trad in 1564 in het huwelijk met de Gelderse edelman Reinier van Aeswijn (1544-1620). In 1536 werd het kasteel Sterkenburg als ridderhofstad erkend.
In 1666 huwde zijn postuum geboren dochter Antonetta van Aeswijn (1647-1669), erfvrouwe van Sterkenburg, met Gijsbrecht van Mathenesse (1645-1670). Na enige erfenisperikelen en nog meer vroegtijdige overlijdens kwam Sterkenburg in 1681 uiteindelijk in handen van Florentina van Mathenesse (1663-1729), gehuwd met Johan baron van Hardenbroek. Zij verkocht de ridderhofstad en heerlijkheid Sterkenburg in 1725 aan Catharina van Heusden, ten behoeve van haar zoon Mr. Johan Frederik de Mamuchet van Houdringe (1692-1740).
Johanna Catharina de Mamuchet van Houdringe (1690-1772), die in 1709 was gehuwd met Mr. Jan Jacob van Westrenen (1685-1769), erfde Sterkenburg in 1740 van haar ongehuwde broer, waarna het tot in de negentiende eeuw in het bezit van deze Utrechtse regentenfamilie zou blijven.
Na de dood van Mr. Jan Jacob van Westrenen van Sterkenburg (1802-1827), die ongehuwd te Florence overleed, werd Sterkenburg in 1829 uit diens boedel gekocht door zijn halfzuster Anna Maria Cornelia van Westrenen (1782-1856) en haar echtgenoot Pieter Anthony Hinlópen (1780-1849).
Vanaf 1841 verhuurden zij Sterkenburg aan de weduwe Johanna Maria Kneppelhout-de Gijselaar (1787-1851). Haar zoon Mr Karel Jan Frederik Cornelius (Kees) Kneppelhout (1818-1885) kocht Sterkenburg in 1848 van het echtpaar Hinlopen. Kneppelhout liet het huis nog in datzelfde jaar ingrijpend verbouwen, waarmee hij het kasteel zijn huidige uiterlijk gaf. Tot eind jaren 1920 zou Sterkenburg nog door de familie Kneppelhout bewoond worden.
In 1959 werd Sterkenburg onverdeeld bezit van de erven Kneppelhout, waaronder Anna Rutheria Steengracht van Oostcapelle-Kneppelhout (1898-1966) en haar kinderen. Vanaf 1970 was het gehele landgoed in handen van de familie Steengracht. Vanaf 1948 had Sterkenburg dienstgedaan als kostschool, onderwijsinstituut (Stichting Jeugdland) en conferentieoord.

### Stichting Behoud Sterkenburg
In 1978 verkochten de erven Kneppelhout het kasteel met bijgebouwen aan de heer Hendrik de Groot (1919-2000) te Utrecht. Na zijn overlijden liet de heer De Groot het kasteel na aan de door hem opgerichte Stichting "De Kiem", die het in 2004 doorverkocht aan de huidige eigenaar.
Het beheer van het kasteel en landgoed is in handen van de hiertoe opgerichte Stichting Behoud Sterkenburg, welke ook de uitvoerige restauratiewerkzaamheden coördineert. Sterkenburg wordt momenteel gerestaureerd, mede met subsidies van de Rijksdienst voor Archeologie, Cultuurlandschap en Monumenten (RACM).